# ديفيد غروف
ديفيد غروف (بالإنجليزية: David Grove)‏ هو عالم آثار أمريكي، ولد في 1935.